# Ким, Галина Николаевна
Галина Николаевна Ким (род. 19 апреля 1952, Ташкентская область, Узбекская ССР) — советская корейская и казахская актриса театра.

## Биография
Родилась 19 апреля 1952 года в Ташкентская область, Узбекская ССР.
В 1975 году окончила Казахской государственной консерватории им. Курмангазы, специальность «Актер драмы и кино».
С 1975 — актриса Государственный республиканский академический корейский театр музыкальной комедии.

## Основные роли на сцене
- Кортка — «Кобланды», М. Ауэзов
- Сэн Бу — «Ариран», Цай Ен,
- Венера — «Мама ищет жениха», И. Ким
- Соня — «Вернись, любовь моя!», Мен Дон Ук
- Света, Маша — «Ты — мне, я — тебе», Хан Дин
- Жена Хынбу — «Сказание о Хынбу», Хан Дин
- Елена Сергеевна — «Куплю Вашего мужа (дорого)!», М. Задорнов
- Сун Ок и Хясон — «Память», Л. Сон, С. Ли
- Чун Хо — «Не плачь, Хондо!», Им Сон Гю
- Эльмира — «Тартюф», Мольер
- Люда — «Не цветет вишня осенью», Г. Кан
- Магдалена — «И это все о женщине…», Г. Лорка
- Мама — «Приблудный зятек», Т. Ахтанов
- Жена Ноль Бу — «Хын Бу и Ноль Бу», Тхай Дян Чун
- Мать — «Ариран», Цой Ен Гын
- Салиха — «Наследники», Д. Исабеков;
- Гайни — «Нежданная встреча», Т. Ахтанов
- Жена Янбана — «Янбандён», Хан Дин
- Валентина — «Колыбельная», Т. Миннуллин
- Текты — «Карагоз», М. Ауэзов
- Сыграла более 60 ролей в различных постановках театра

## Достижения
- Международный театральный фестиваль «Мир Исабекова», Республика Казахстан, Алматы, 2012 г. — диплом I степени за лучшее исполнение главной женской роли Салихи в спектакле «Наследники», Д. Исабеков

## Награды
- 2002 — Почетным нагрудным знаком МК РК «Деятель культуры Казахстана»
- 2010 — Орден Достык 2 степени РК
- 2017 — Медаль «Ветеран труда» (Казахстан)[1]
- Лауреат Премия Ким Дина